# Stupnica (Leskovac)
Pour les articles homonymes, voir Stupnica.
Stupnica (en serbe cyrillique : Ступница) est un village de Serbie situé sur le territoire de la Ville de Leskovac, district de Jablanica. Au recensement de 2011, il comptait 249 habitants.

## Démographie
| 1948  | 1953  | 1961  | 1971 | 1981 | 1991 | 2002 | 2011 |
| ----- | ----- | ----- | ---- | ---- | ---- | ---- | ---- |
| 1 126 | 1 082 | 1 068 | 925  | 743  | 553  | 402  | 249  |

|  |